# Guápiles
Guápiles es el distrito primero y ciudad cabecera del cantón de Pococí, en la provincia de Limón, de Costa Rica.

## Toponimia
El origen del nombre de Guápiles parece provenir de los dos ríos que corren a ambos lados de la población, pues se dice que son "guapes" -gemelos-. Mientras que Pococí, nombre del cantón, corresponde al nombre del cacique indígena que habitaba este lugar a la llegada de los españoles. Otros caciques que habitaron la región fueron Camaquiri y Cocorí, mencionados en cartillas históricas y otra literatura nacional. 

## Historia
En 1879, en la segunda administración de don Tomás Guardia Gutiérrez, se firmó un convenio con don Minor Cooper Keith para extender la línea férrea hasta la margen este del río Sucio; sitio que por ley n.º 33 del 6 de julio de 1883, se denominó Carrillo, la cual se concluyó en pocos años, trazado que era parte de la ruta propuesta del ferrocarril al Caribe, esta vía posteriormente se conoció como Línea Vieja. 
A raíz de la apertura del camino a Carrillo, (con trayecto distinto al de la actual ruta 32) en 1882 y a que el Gobierno de la República, para ese tiempo, había dispuesto vender tierras de la región, motivó a que muchas personas del Valle Central llegaran a colonizar la zona. Fue así como establecieron sus fincas en el lugar los señores Pepe Feo, Rafael Urritia, Víctor Guardia Quirós, Próspero Fernández, Pedro Alfaro, Juan María Chaves, Minor C. Keith, Federico Fernández, Eloy González Frías, Bartolomé Marichal, Venancio García, entre otras personas; quienes se dedicaron a la ganadería, el cultivo de la caña de azúcar y el aserrío de maderas. 
Algunas fincas se ubicaron próximas a la vía entre ellas una hacienda llamada El Salvador, donde tiempo después se originó la población de la actual ciudad Guápiles. La región prosperó por sus actividades agropecuarias y comerciales; progreso que se vio afectado cuando se inauguró el ferrocarril al Caribe, que unió San José con el puerto de Limón.
A finales del siglo XIX, don Minor Cooper Keith comenzó a sembrar las primeras matas de banano, producto que luego se cultivó a gran escala por la United Fruit Company, empresa establecida en 1899 por el señor Keith en asocio a capital extranjero; con lo cual renació el antiguo esplendor que disfrutó la región. Posteriormente la Northern Railway, subsidiaria de la mencionada empresa, construyó una línea férrea de puerto Limón a Guápiles, pasando por Zent; así como varios ramales para desarrollar las actividades del enclave bananero. 
En la década de los años treinta del siglo XX, la United Fruit Company, abandonó sus fincas en la vertiente del Caribe, como consecuencia del abuso en la explotación del suelo que terminó agotándolo y a las enfermedades en las plantas, como el llamado Mal de Panamá, el Moko y la Sigatoka; trasladando sus intereses al Pacífico sureste del país. Situación que obligó a una transformación de la estructura productiva de la región, sembrando cacao. 
A inicios de los años sesenta, se retornó al cultivo del banano, con variedades resistentes a las enfermedades que anteriormente había atacado y destruido ese producto agrícola, que motivó a varias empresas a dedicarse a la siembra del banano, con lo cual junto con la explotación de otros productos agropecuarios, resurgió el progreso del cantón.
La primera ermita se construyó en un terreno que donó la esposa del señor Keith. Durante el episcopado de monseñor don Juan Gaspar Stork Werth, tercer obispo de Costa Rica, en el año de 1907 se erigió la parroquia, dedicada al Sagrado Corazón de Jesús, que en este momento es sufragánea del Vicariato apostólico de Limón de la provincia eclesiástica de Costa Rica.
En 1908 se inauguró la escuela, en la primera administración de don Cleto González Víquez, que luego se llamó Matías León, y actualmente se denomina Escuela Mixta Central de Guápiles. El Colegio Técnico Profesional Agropecuario de Pococí, inició sus actividades docentes en 1969, en el gobierno de José Joaquín Trejos Fernández.
En la primera administración de don Ricardo Jiménez Oreamuno, el 19 de septiembre de 1911, en ley n.º 12, se le otorgó el título de villa a Guápiles, cabecera del cantón creado en esa oportunidad. Posteriormente, el 31 de julio de 1966, en el gobierno de don José Joaquín Trejos Fernández, se decretó la ley n.º 3714 que le confirió a la villa, la categoría de ciudad.
El 13 de octubre de 1911 se llevó a cabo la primera sesión del Concejo de Pococí, integrado por los regidores propietarios señores Juan Montero, Luis Espinach, José Quirós Fonseca, José Francisco Martí. El Jefe Político fue don Viriato Espinach Navarro.
En 1912 la Municipalidad de Pococí contó con fondos para iniciar la construcción de la cañería.

## Ubicación
Está a 64 km al noreste de la ciudad capital de Costa Rica, San José, sobre la ruta 32. La ciudad de Limón está a 99 km al este. 

## Geografía
Guápiles cuenta con un área de 221,74 km² y una altitud media de 262 m s. n. m.

## Demografía
Para el año 2022, Guápiles cuenta con una población estimada de 31 998 habitantes, y para el último censo efectuado, en 2011, Guápiles contaba con una población de 36 469 habitantes.
Es el segundo distrito más poblado de la provincia, luego del central de Limón. [¿cuándo?]

## Localidades
- Barrios: Ángeles, Calle Vargas, Cacique, Cecilia, Coopevigua, Diamantes, Emilia, Floresta, Garabito, Jesús, Palma Dorada, Palmera, San Miguel, Sauces, Toro Amarillo.
- Poblados: Blanco, Calle Ángeles, Calle Gobierno, Corinto, Flores, La Guaria, la Leona, Marina, Rancho Redondo.l

## Educación
CINDEA La Rita-Cascadas, Conservatorio San Agustín Escuela Católica, Centro Educativo Adventista Peniel, Centro Educativo Green Valley, Centro Educativo Rayitos de Sol (Valle del Sol Escuela), Colegio Bilingüe San Francisco de Asís, Centro Educativo San Diego, Colegio Técnico Profesional de Pococí, Colegio Nocturno de Pococí, Escuela Barrio Los Ángeles, Escuela de Central de Guápiles, Escuela Los Diamantes, Escuela Manuel M. Gutiérrez Z; Liceo Experimental Bilingüe de Pococí, Liceo Santísima Trinidad, Colegio Bilingüe San Francisco De Asís, Centro Educativo Green Valley, Valle del Sol.

## Economía
Guápiles se convirtió a la actividad bananera pues, en 1899 Minor Cooper Keith sembró las primeras matas de banano; producto que luego se cultivó a gran escala por la transnacional United Fruit Company de la cual Cooper Keith era socio. 
Ante tal auge económico se estableció entonces una empresa subsidiaria a la United Fruit Company denominada Northern Railway Company, la que construyó una línea férrea de puerto Limón a Guápiles, pasando por Zent; así como varios ramales para desarrollar las actividades del enclave bananero. 
Fue en la década de los años treinta del siglo XX que la United Fruit Company abandonó sus fincas en la vertiente del Caribe. Esto fue motivado no solo por abuso en la explotación del suelo sino también por las enfermedades propias del banano: el Mal de Panamá, el Moko y la Sigatoka. 
Entonces la salida viable fue el cultivo de cacao con lo que el desarrollo del lugar vino a menos. 
Para 1970 se retornó al cultivo del banano ante la ventaja de la introducción de variedades resistentes a las enfermedades. Esto, aunado con la explotación de otros productos agropecuarios y, desde luego, el turismo que llega a esta zona de grandes características escénicas, hizo resurgir el progreso del cantón.
En la actualidad (al igual que en el resto de la zona caribeña ), las principales actividades económicas son agropecuarias: cultivos extensivos de banano y  piña, la siembra de granos básicos y la ganadería. 
Hay regiones de gran interés turístico por la belleza del paisaje, en las cuales se podría fomentar el turismo rural y ecológico de manera directa.

## Transporte

### Carreteras
Al distrito lo atraviesan las siguientes rutas nacionales de carretera:
- Ruta nacional 4
- Ruta nacional 32
- Ruta nacional 149
- Ruta nacional 247
- Ruta nacional 249